# Wasilis Mazarakis
Wasilis Mazarakis, gr. Βασίλιος Μαζαράκης (ur. 9 lutego 1980 w Atenach) – grecki tenisista, reprezentant w Pucharze Davisa, olimpijczyk z Aten (2004).

## Kariera tenisowa
Zawodowym tenisistą Mazarakis był w latach 1999–2008. W grze pojedynczej wygrał 6 turniejów o randze ATP Challenger Tour. W grze podwójnej triumfował w 3 imprezach ATP Challenger Tour oraz został finalistą 1 turnieju o randze ATP World Tour.
W 2004 zagrał w konkurencji gry podwójnej wspólnie z Konstandinosem Ikonomidisem na igrzyskach olimpijskich w Atenach odpadając w 1 rundzie po porażce z Czechami Martinem Dammem i Cyrilem Sukiem.
W latach 2000–2005 reprezentował Grecję w Pucharze Davisa.
W rankingu gry pojedynczej najwyżej był na 115. miejscu (10 października 2005), a w klasyfikacji gry podwójnej na 101. pozycji (18 września 2006).

### Finały w turniejach ATP World Tour
| Legenda                                      |
| -------------------------------------------- |
| Wielki Szlem                                 |
| Igrzyska olimpijskie                         |
| Tennis Masters Cup / ATP Finals              |
| ATP Masters Series / ATP Tour Masters 1000   |
| ATP International Series Gold / ATP Tour 500 |
| ATP International Series / ATP Tour 250      |

#### Gra podwójna (0–1)
| Końcowy wynik | Nr | Data           | Turniej      | Nawierzchnia | Partner        | Przeciwnicy                  | Wynik finału |
| ------------- | -- | -------------- | ------------ | ------------ | -------------- | ---------------------------- | ------------ |
| Finalista     | 1. | 19 lutego 2006 | Buenos Aires | Ceglana      | Boris Pašanski | František Čermák Leoš Friedl | 1:6, 2:6     |